# Climat du Bas-Rhin

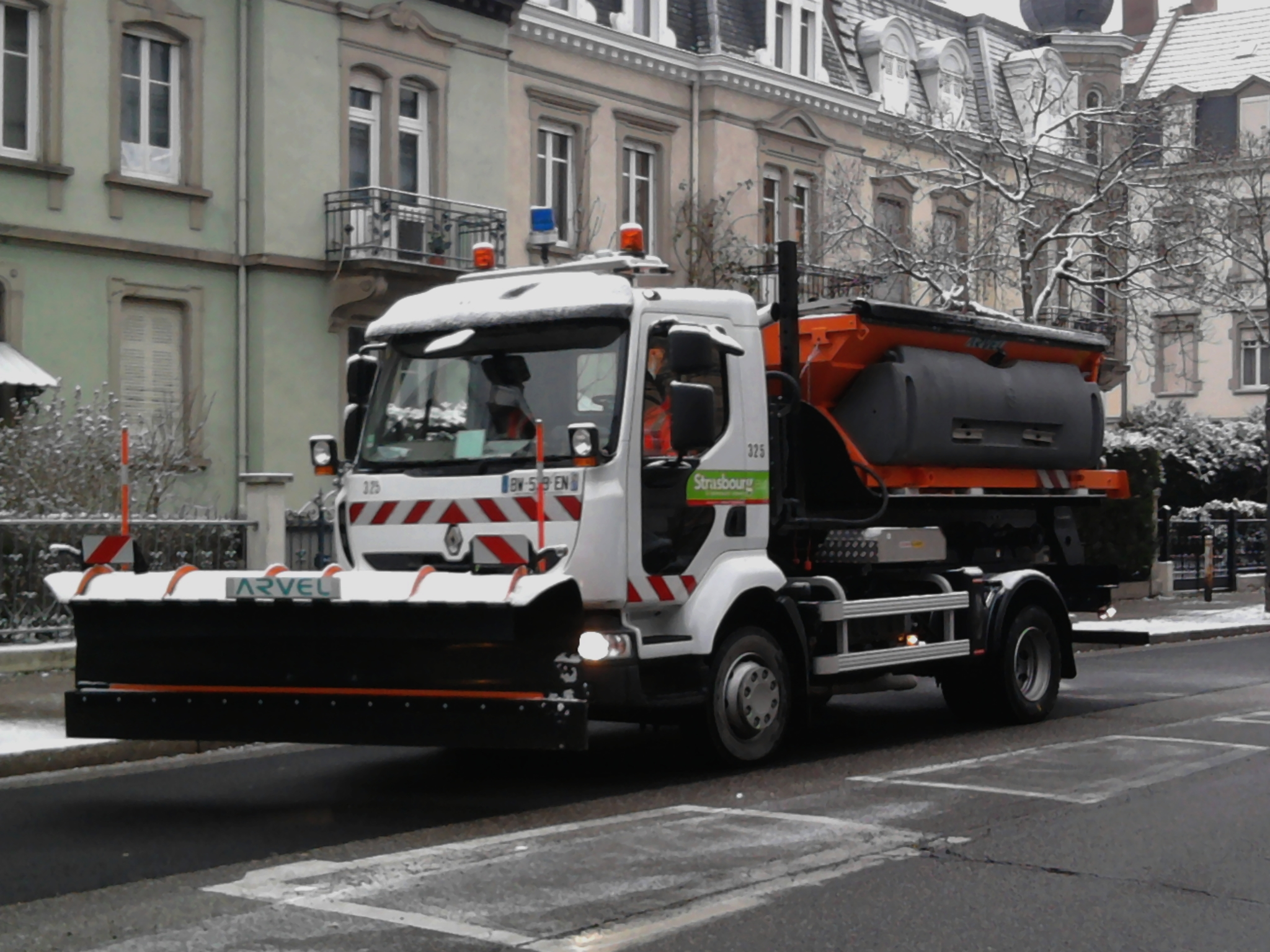
Chasse-neige à Strasbourg, en hiver.

Le climat du Bas-Rhin est de type océanique à semi-continental, marqué par des hivers froids et secs et des étés chauds et orageux, du fait de la protection occidentale qu'offrent les Vosges. La température moyenne annuelle est de 10,4 °C en plaine (Entzheim) et de 7 °C en altitude. L'amplitude thermique annuelle est forte (30 °C). La pluviométrie est en moyenne de 700 mm/an.

## Caractéristiques détaillées

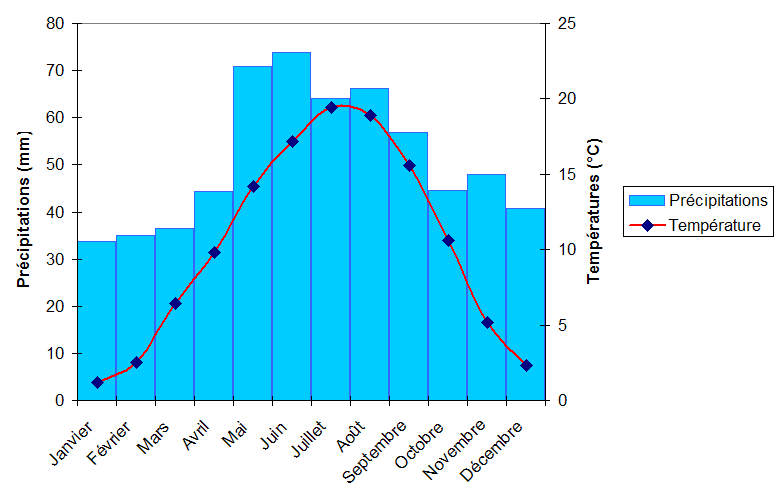
Moyennes des températures et précipitations (1949-2001).

Le climat du Bas-Rhin est un des plus secs de France, cependant il ne bénéficie pas du plus grand nombre d'heures d'ensoleillement par an. Ceci s'explique par le fait que Strasbourg détient un des records du plus grand nombre de jours de brouillard par an (67 jours par an). La bise de secteur Nord-Est à Nord-Nord Est  assèche l'air et offre des taux d'humidité très bas de par sa provenance continentale. À tel point que par journée ensoleillée, l'hygrométrie peut tomber à 25%, en toute saison, bien moins que les départements côtiers du sud de la France. 
Le Bas-Rhin bénéficie d'un climat océanique à semi-continental. En effet, Strasbourg est la ville se situant à une altitude de moins de 180 mètres qui enregistre le plus de jours de neige par an (29 jours par an).

## Records climatiques
Établis selon les données de Météo-France à la station de Strasbourg-Entzheim (l'aéroport), à partir de 1923. ()
| Température la plus basse              | -23,6 °C        |
| Jour le plus froid                     | 23 janvier 1942 |
| Année la plus froide                   | 1956 (8,8 °C)   |
| Température la plus élevée             | 38,8 °C         |
| Jour le plus chaud                     | 30 juin 2019    |
| Année la plus chaude                   | 2014 (12,7 °C)  |
| Hauteur maximale de pluie en 24 heures | 65,6 mm         |
| Jour le plus pluvieux                  | 29 mai 1935     |
| Année la plus sèche                    | 1949 (392,6 mm) |
| Année la plus pluvieuse                | 1987 (811,1 mm) |

Le climat alsacien reste néanmoins moins continentalisé que celui de la Franche-Comté.

## Changements climatique et ses conséquences sur le département
Les conséquences du changement climatique sont bien visibles sur le Bas-Rhin avec une diminution significative de jours de gel et de jours de neige par an. 
Depuis l'hiver 2012 qui a été très froid sur le département, les hivers doux se sont succédé. L'hiver 2019/2020 a été exceptionnellement pauvre en neige avec une seule et unique chute de neige enregistrée à la fin de l'hiver (27 février 2020) à Strasbourg.  
Cependant, l'hiver 2020/2021 a su briser la tendance en offrant 19 jours de neige à Strasbourg dont 11 jours avec une tenue. Le département à également connu une vague de froid record en février 2021. −13,4 °C à Strasbourg, −14,9 °C à Haguenau, −15,6 °C à Dambach et jusqu'à −16 °C à Erckartswiller-SAPC le 11 février 2021. De telles valeurs n'avaient pas été atteintes depuis la vague de froid de 2012. De plus le département a également connu un épisode neigeux historique le 14 et 15 janvier 2021 avec 22 cm à l'aéroport de Strasbourg et jusqu'à 25 cm dans le secteur de Woerth/Morsbronn-les-Bains. Il faut remonter 11 ans en arrière pour retrouver des quantités supérieures.